# Scandinavian Mixed
Scandinavian Mixed (från 2020, före 2007 benämnd Scandinavian Masters)  är en årligt återkommande golftävling på PGA European Tour. Tävlingen spelas i Sverige och banorna är olika från år till år. Under senare år har tävlingen spelats på Bro Hof för att 2014 och 2015 äga rum utanför Malmö på PGA National. 2016 återkom tävlingen till Bro Hof. 2017 spelades tävlingen på Barsebäck Golfklubb. 2018 och 2019 spelades den på Hills Golf & Sports Club utanför Göteborg. Tävlingen skulle debutera under dess nya namn 2020 på Bro Hof, med ett helt nytt tävlingsformat där 78 män och 78 kvinnor gör upp om samma prispott och samma trofé, men annullerades på grund av coronaviruspandemin. 2021 genomfördes tävlingen på Vallda Golf & Country Club utanför Kungsbacka. 
2022 hölls tävlingen i Tylösand på Halmstad Gk's Norra Bana. Vinnare var Linn Grant. 
2023 Ullna 
Tävlingen spelades första gången 1973 som Scandinavian Enterprise Open. År 1990 slogs tävlingen samman med svenska Europatourtävlingen PLM Open och bildade Scandinavian Masters.
2005 var prissumman 1 611 970 € vilket är mindre än de flesta tävlingarna på Europatouren.

## Segrare
| År   | Segrare                       | Bana                            |
| 1973 | Bob Charles                   | Kungliga Drottningholms GK      |
| 1974 | Tony Jacklin                  | Bokskogens GK                   |
| 1975 | George Burns                  | Bokskogens GK                   |
| 1976 | Hugh Baiocchi                 | Kungliga Drottningholms GK      |
| 1977 | Bob Byman                     | Kungliga Drottningholms GK      |
| 1978 | Seve Ballesteros              | Vasatorps GK                    |
| 1979 | Sandy Lyle                    | Vasatorps GK                    |
| 1980 | Greg Norman                   | Vasatorps GK                    |
| 1981 | Seve Ballesteros              | Linköpings GK                   |
| 1982 | Bob Byman                     | Linköpings GK                   |
| 1983 | Sam Torrance                  | Ullna GC                        |
| 1984 | Ian Woosnam                   | Ullna GC                        |
| 1985 | Ian Baker-Finch               | Ullna GC                        |
| 1986 | Greg Turner                   | Ullna GC                        |
| 1987 | Gordon Brand Jnr              | Ullna GC                        |
| 1988 | Seve Ballesteros              | Kungliga Drottningholms GK      |
| 1989 | Ronan Rafferty                | Kungliga Drottningholms GK      |
| 1990 | Craig Stadler                 | Kungliga Drottningholms GK      |
| 1991 | Colin Montgomerie             | Kungliga Drottningholms GK      |
| 1992 | Nick Faldo                    | Barsebäck GCC                   |
| 1993 | Peter Baker                   | Forsgårdens GK                  |
| 1994 | Vijay Singh                   | Kungliga Drottningholms GK      |
| 1995 | Jesper Parnevik               | Barsebäck GCC                   |
| 1996 | Lee Westwood                  | Forsgårdens GK                  |
| 1997 | Joakim Haeggman               | Barsebäck GCC                   |
| 1998 | Jesper Parnevik               | Kungsängen GC                   |
| 1999 | Colin Montgomerie             | Barsebäck GCC                   |
| 2000 | Lee Westwood                  | Kungsängen GC                   |
| 2001 | Colin Montgomerie             | Barsebäck GCC                   |
| 2002 | Graeme McDowell               | Kungsängen GC                   |
| 2003 | Adam Scott                    | Barsebäck GCC                   |
| 2004 | Luke Donald                   | Barsebäck GCC                   |
| 2005 | Mark Hensby                   | Kungsängen GC                   |
| 2006 | Marc Warren                   | Barsebäck GCC                   |
| 2007 | Mikko Ilonen                  | Arlandastad GK                  |
| 2008 | Peter Hanson                  | Arlandastad GK                  |
| 2009 | Ricardo González              | Barsebäck GCC                   |
| 2010 | Richard S. Johnson            | Bro Hof Slott Golf Club         |
| 2011 | Alexander Norén, Sverige      | Bro Hof Slott Golf Club         |
| 2012 | Lee Westwood                  | Bro Hof Slott Golf Club         |
| 2013 | Mikko Ilonen                  | Bro Hof Slott Golf Club         |
| 2014 | Tongchai Jaidee               | PGA Sweden National             |
| 2015 | Alexander Norén, Sverige      | PGA Sweden National             |
| 2016 | Matthew Fitzpatrick           | Bro Hof Slott Golf Club         |
| 2017 | Renato Paratore, Italien      | Barsebäck GCC                   |
| 2018 | Paul Waring, England          | Hills Golf & Sports Club        |
| 2019 | Erik van Royen, Sydafrika     | Hills Golf & Sports Club        |
| 2020 | Inställt pga Corona           |                                 |
| 2021 | Jonathan Caldwell, Nordirland | Vallda Golf & Country Club      |
| 2022 | Linn Grant, Sverige           | Halmstad golfklubb, Norra banan |
| 2023 | Dale Whitnell                 | Ullna Golf & Country Club       |
| 2024 | Linn Grant, Sverige           | Vasatorps Golfklubb             |

Källor till 1991–2016:

## Officiellt namn på tävlingen
| År        | Namn                                   |
| 1973–1990 | Scandinavian Enterprise Open           |
| 1991–1994 | Scandinavian Masters                   |
| 1995–2002 | Volvo Scandinavian Masters             |
| 2003      | Scandic Carlsberg Scandinavian Masters |
| 2004–2005 | Scandinavian Masters by Carlsberg      |
| 2006      | EnterCard Scandinavian Masters         |
| 2007      | Scandinavian Masters                   |
| 2008–2009 | SAS Masters                            |
| 2010      | Nordea Scandinavian Masters            |
| 2011–2018 | Nordea Masters                         |
| 2019      | Scandinavian Invitation                |
| 2020–     | Scandinavian Mixed                     |